# The Dead Walk
The Dead Walk è il terzo album in studio del gruppo deathcore statunitense The Acacia Strain, pubblicato nel 2006.

## Tracce
1. Sarin: The End – 0:28
2. Burnface – 2:33
3. 4X4 – 2:25
4. As If Set Afire – 3:14
5. Angry Mob Justice – 2:50
6. Whoa! Shut It Down! – 2:58
7. See You Next Tuesday – 3:15
8. Demolishor – 3:11
9. Pity – 3:45
10. Predator; Never Prey – 3:31
11. The Dead Walk – 3:47

## Formazione
- Vincent Bennett – voce
- Daniel Laskiewicz – chitarra
- Daniel Daponde – chitarra, voce
- Seth Coleman – basso
- Kevin Boutot – batteria